# Attentat de la Bourse de Jakarta
L'attentat de la Bourse de Jakarta est un attentat à l'explosif perpétré le 14 septembre 2000 à la Bourse de Jakarta, en Indonésie.
Un véhicule piégé explosa à la base du bâtiment, déclenchant une série d'explosions lors de laquelle de nombreuses voitures prirent feu. La majorité des 15 victimes furent les chauffeurs qui attendaient devant les voitures de leurs employeurs. 
En août 2001, une cour de justice indonésienne condamna deux hommes à 20 ans d'emprisonnement pour la planification de l'attaque. Ces deux hommes étaient membres d'une célèbre unité des forces spéciales indonésiennes, les Kopassus. Les procureurs avaient requis la peine de mort pour Teuku Ismuhadi Jafar et la prison à vie pour son complice Nuryadin, qui s'était échappé de prison en juillet 2001 et fut condamné par contumace. L'attaque a été revendiquée par la Jemaah Islamiyah (Indonésie).